# Hendrik VIII van Legnica
Hendrik VIII van Liegnitz (circa 1355 - Liegnitz (Legnica), 12 december 1398) was van 1364 tot 1398 mede-hertog van Liegnitz (Legnica). Bovendien was hij van 1379 tot 1381 diocesaan administrator van het bisdom Breslau (Wrocław) en van 1389 tot aan zijn dood bisschop van Leslau (Włocławek). Hij behoorde tot de Silezische tak van het huis Piasten.

## Levensloop
Hendrik was de vierde en jongste zoon van hertog Wenceslaus I van Liegnitz en diens echtgenote Anna, dochter van hertog Casimir I van Teschen. Na de dood van zijn vader in 1364 werd hij samen met zijn oudere broers Ruprecht I, Wenceslaus II en Bołeslaw IV hertog van Liegnitz. Zolang de vier broers minderjarig waren, werden ze onder het regentschap geplaatst van hun oom, hertog Lodewijk I van Brieg (Brzeg).
Om een verdere verdeling van het hertogdom Liegnitz te vermijden, waren Hendrik en zijn broers Wenceslaus II en Bolesław IV bestemd voor een kerkelijke loopbaan. In 1378 werd Hendrik benoemd tot kanunnik van de kapittelkerk van Breslau en in 1379 werd hij deken van de domkapittel van Breslau. Op 21 mei 1379 huldigde hij samen met zijn broers in Praag koning Wenceslaus IV van Bohemen als leenheer van Liegnitz. Hetzelfde jaar werd hij benoemd tot diocesaan administrator van het bisdom Breslau, dat zich sinds 1376 in een toestand van sedisvacatie bevond. 
Op Kerstmis 1380 kreeg Hendrik VIII van zijn broer Ruprecht een vat bier uit Schweidnitz (Świdnica). Omdat bier niet toegelaten was in Breslau, werd het vat in beslag genomen. Dit leidde tot de zogenaamde Bieroorlog van Breslau, die tot in 1382 duurde. Door deze oorlog verloor Hendrik in 1381 zijn functie van diocesaan administrator, waarna zijn broer Wenceslaus II hem opvolgde in deze functie.
In 1389 werd Hendrik VIII door paus Bonifatius VIII benoemd tot bisschop van Leslau in opvolging van hertog Jan Kropidło van Opole. Desondanks resideerde hij voornamelijk aan het hertogelijk hof in Liegnitz en bij zijn broers in Breslau en Ottmachau (Otmuchów). Hendrik stierf in 1398 en werd bijgezet in de Dom van Breslau.
- Gemeinsame Normdatei: 1074216016
- Virtual International Authority File: 316771614